# Ernest Henry Rutter
Ernest Henry Rutter (* 1946) ist ein britischer Geologe. Er ist Professor an der University of Manchester.
Rutter wurde 1970 an der Universität London promoviert (An experimental study of the factors affecting the rheological properties of rock in simulated geological environments). Er befasst sich experimentell und in Feldstudien mit geologischer Felsmechanik im Rock Deformation Laboratory der Universität Manchester, das er aufbaute. Er ist Experte für Tektonik (Structural Geology), Felsdeformationen, Erdbeben und Erdrutsche und trat als solcher auch im britischen Fernsehen auf, zum Beispiel zum Tōhoku-Erdbeben 2011.
In Feldstudien untersuchte er unter anderem den Ivrea-Körper in den Südalpen mit wichtigen Einsichten über Scherzonen im unteren Teil der Erdkruste und den Einfluss von leicht deformierbaren Bestandteilen wie Glimmer und Ton auf die Faltungsmechanik. Seine Feldstudien mit Dan Faulkner in den Betischen Kordilleren trugen dazu bei, den Einfluss der Variabilität des Porenwasserdrucks zum Beispiel auf den Spannungsaufbau über Erdbeben zu erkennen. Im Gegensatz zu Laborexperimenten baut sich die Spannung in der Natur häufig nur in kleinen Schritten ab (erkennbar am Auftreten von Mikrobeben) und Rutter mit Kollegen fanden eine Erklärung im Vorkommen von Faltungsschichten niedrigen Porenwasserdrucks in einer Umgebung mit hohem Porenwasserdruck. Er betonte auch früh den chemischen Einfluss von Porenflüssigkeiten auf Felsdeformationen (einschließlich druckabhängiger Löslichkeit). In diesem Zusammenhang untersuchte er die Rheologie von Kalksteinen wie Carrara-Marmor und Solnhofener Plattenkalk. Seine Arbeiten über die sich bei verschiedenen Deformationsprozessen im Labor ausbildenden Mikrostrukturen im Vergleich zu im Feld beobachteten Mikrostrukturen waren auch wichtig in Studien zur Rheologie teilgeschmolzenen Gesteins und den Vorgängen bei der Metamorphose, und hier speziell der Wechselwirkung mit flüssigen Phasen.
Er entwickelte auch neue Versuchsgeräte für die Felsmechanik im Labor.
1999 erhielt er die Lyell-Medaille und 2011 die Louis Néel Medal. 1994 gewann er den Wollaston Fund der Londoner Geological Society.